# Elaine Gomes Barbosa
Elaine Gomes Barbosa (født 1. juni 1992) er en brasiliansk håndboldspiller, der spiller for Kastamonu Belediyesi GSK og Brasiliens kvindehåndboldlandshold.
Hun har tidligere spillet for HCM Râmnicu Vâlcea og Nykøbing Falster Håndboldklub.